# Erl (Austria)
Erl – gmina w zachodniej Austrii, w kraju związkowym Tyrol, w powiecie Kufstein. Liczy 1476 mieszkańców (1 stycznia 2015).